# Richard Hornsby & Sons

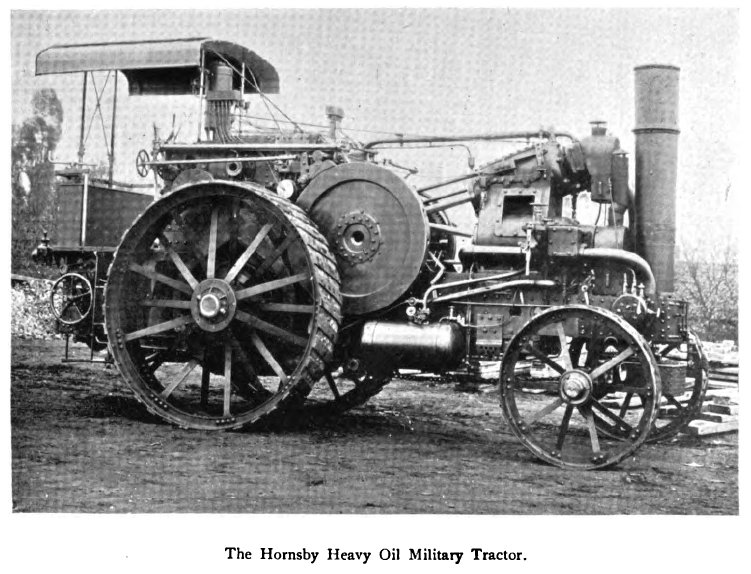
Schweröl-Traktor mit 2-Zylinder-V-Hornsby-Akroyd-Motor (1903)

Richard Hornsby & Sons Ltd ist ein ehemaliges britisches Maschinenbau-Unternehmen, gegründet 1828 in Lincolnshire und bekannt vor allem als Hersteller von Motoren und Landmaschinen.
Ab 1918 fusioniert mit Ruston, Proctor and Company zu Ruston & Hornsby, die bis zur Weltwirtschaftskrise 1929 auch Automobile bauten.

## Geschichte

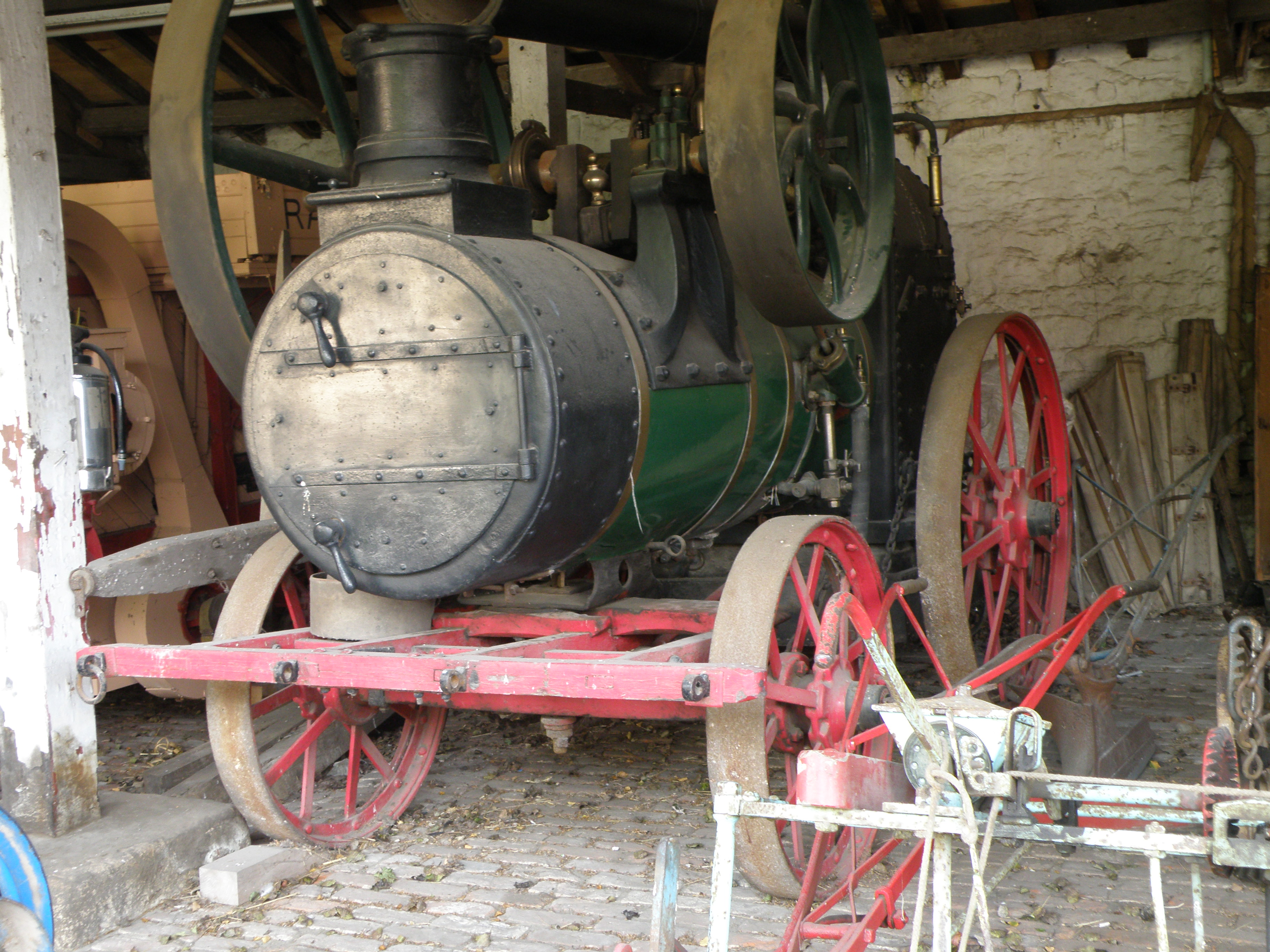
Hornsby & Sons Lokomobil (~1875)

Im Jahr 1828 hervorgegangenen aus einer Landmaschinen-Schmiede in Grantham, Lincolnshire baute Hornsby zunächst vor allem Landmaschinen und Dampftraktoren (Lokomobile).

### Pionier der Glühkopfmotoren (ab 1891)

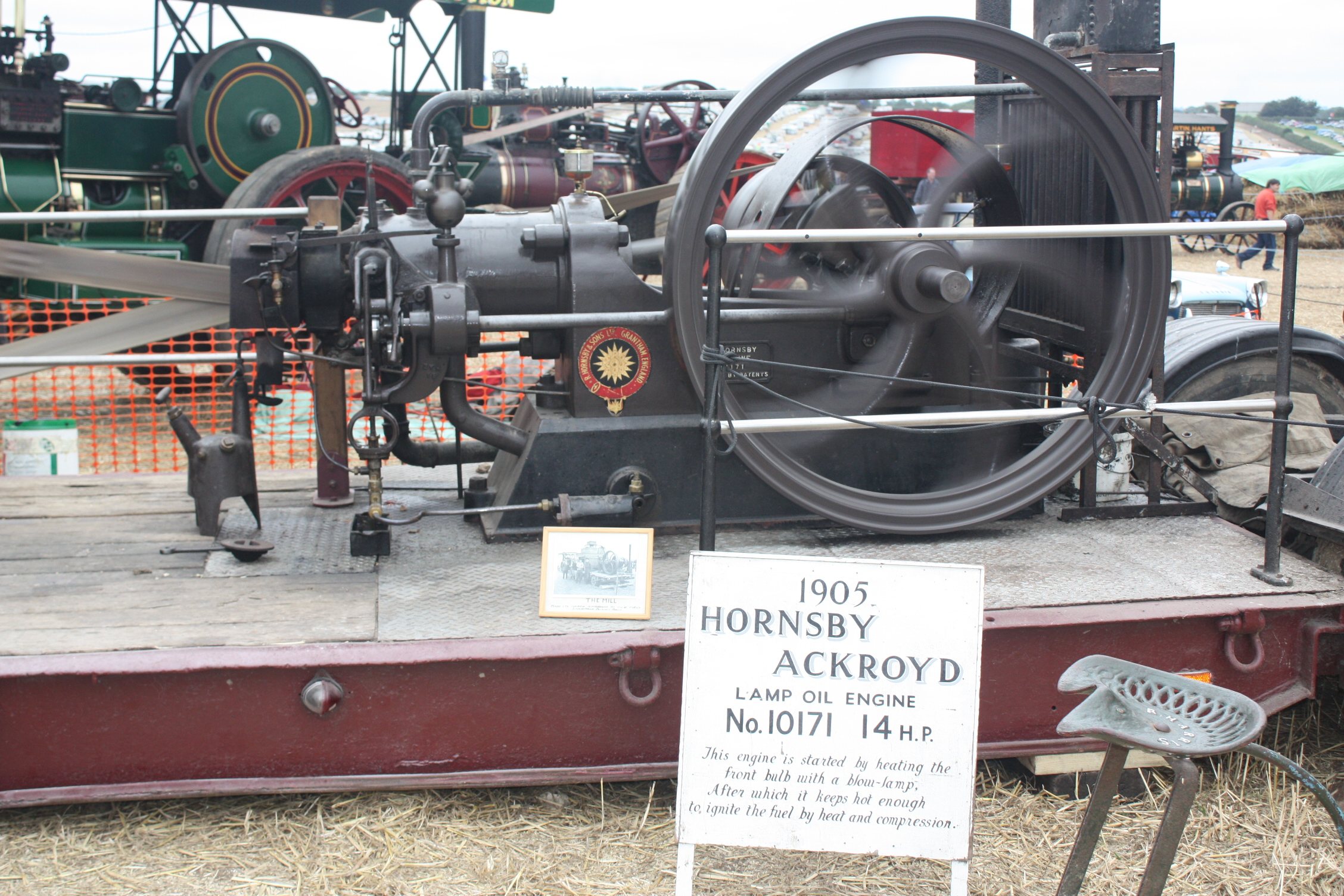
Hornsby-Akroyd-Motor (1905), 14 PS Viertakt Einzylinder

Ab 1891 stellte Richard Hornsby & Sons in Grantham mit dem Hornsby-Akroyd-Motor die ersten Glühkopfmotoren nach dem Patent von Herbert Akroyd Stuart her, die als einfache, aber robuste Vorläufer des erst ab etwa 1900 marktreifen Diesel-Motors mit billigem Schweröl betrieben werden konnten und noch für viele Jahrzehnte sehr erfolgreich bleiben sollten.
Vor allem für kleine Stromgeneratoren und Antriebe in Industrie und Landwirtschaft boten sie eine kostengünstige Alternative zu den damals in diesem Segment noch verbreiteten Dampfmaschinen und konnten damit viele neue Anwendungsfelder erschließen, für die Dampfmaschinen viel zu groß, aufwändig und teuer waren.
So baute Hornsby ab 1896 die ersten Ackerschlepper und Feldbahn-Lokomotiven mit ihrem 20 PS Hornsby-Akroyd-Motor.

### Pionier der Raupenfahrzeuge (ab 1904)
Im Jahr 1904 erhielt Hornsby das Patent auf eine erste Form der Gleiskette (Raupenkette mit versteifenden Gliedern) und stellte 1905 den ersten Raupenschlepper mit Glühkopfmotor vor, indem der bewährte Radschlepper mit Kettenlaufwerken ausgerüstet wurde.
|  |  |

Nachdem Hornsby selbst mit der Vermarktung wenig Erfolg hatte und man zu jener Zeit die Bedeutung dieser Erfindung noch nicht recht erahnte, wurde das Patent 1911 für bescheidene 4000 £ an das US-Unternehmen Holt Manufacturing Company verkauft, aus dem später die sehr erfolgreiche Caterpillar Tractor Company hervorging.